# 25 (број)
25 је број, нумерал и име глифа који представља тај број. 25 је природан број који се јавља после броја 24, а претходи броју 26.

## У математици
- Је квадрат броја 5
- 25% је у ствари 1/4

## У науци
- Је атомски број мангана

## У спорту
- Је био број на дресу кошаркаша Кеј-Си Џонса док је играо за Бостон Селтиксе
- Је био број на дресу кошаркаша Марка Прајса у Кливленду
- Је број на дресу фудбалера Филипа Младеновића који игра у Црвеној звезди

## Остало
- Је број фрејмова у секунди видео сигнала у PAL систему
- Сваки месец у години има 25. као редни број дана